# 17245 Yixie
17245 Yixie è un asteroide della fascia principale. Scoperto nel 2000, presenta un'orbita caratterizzata da un semiasse maggiore pari a 2,426433 UA e da un'eccentricità di 0,126746, inclinata di 5,648334° rispetto all'eclittica. Ha un diametro di 8,539 km.